# Дејвисон (Мичиген)
Дејвисон (Мичиген) (енгл. Davison) град је у америчкој савезној држави Мичиген. По попису становништва из 2010. у њему је живело 5.173 становника.

## Демографија
Према попису становништва из 2010. у граду је живело 5.173 становника, што је 363 (6,6%) становника мање него 2000. године.
| Група             | 2000.         | 2010.         |
| Белци             | 5.256 (94,9%) | 4.808 (92,9%) |
| Афроамериканци    | 28 (0,5%)     | 92 (1,8%)     |
| Азијати           | 20 (0,4%)     | 17 (0,3%)     |
| Хиспаноамериканци | 132 (2,4%)    | 151 (2,9%)    |
| Укупно            | 5.536         | 5.173         |